# Bruno Solano Torres
Bruno Solano Torres (Calatorao, 6 de octubre de 1840-Santander, 19 de febrero de 1899) fue un químico español, primer catedrático de Química General, decano de la Facultad de Ciencias de Zaragoza y primer director de la Escuela de Artes y Oficios de Zaragoza. Es frecuentemente citado como el iniciador de la Escuela de Química de Zaragoza. Se le considera como el fundador de los trabajos bioquímicos y de Química agrícola de Zaragoza. Su conocimiento sobre la asimetría del carbono contribuyó a los avances de la Química orgánica. El resultado de investigaciones ayudó a mejorar las explotaciones vitivinícolas de la región y combatir las epidemias que las afectaban. Sus análisis químicos de las aguas que se suministraban a la ciudad de Zaragoza fueron determinantes durante la epidemia de cólera de 1885. Una de sus iniciativas fue la llamada extensión universitaria que pretendía que la ciencia se propagara entre el gran público.

## Infancia y juventud
A temprana edad se trasladó a Zaragoza para estudiar en el instituto Provincial, entre 1853 y 1859, donde comenzó a destacar en sus estudios obteniendo el premio extraordinario, una medalla de oro y el reconocimiento de sus profesores por su inteligencia y las bondades de su corazón. Comenzó sus estudios oficiales en la facultad de Derecho de Zaragoza y Madrid, y a pesar de tenerlos casi acabados, inició en Madrid el bachillerato de Ciencias que terminaría en Valencia en 1865.
Comenzó su actividad docente en diferentes colegios e institutos de El Escorial, Sevilla y Málaga. Amplió sus conocimientos en los idiomas inglés y alemán, obteniendo un dominio en ambas lenguas que le acompañaría en sus investigaciones con otros científicos extranjeros.

## Vida adulta y carrera profesional
Con el establecimiento de los estudios libres de la Facultad de Ciencias de la Universidad de Zaragoza en 1868, se le encomendó la enseñanza de la Química general y más tarde las cátedras de Geometría analítica y fluidos imponderables. En diciembre de 1868 es también nombrado catedrático de Aritmética y Geometría de la Escuela de Bellas Artes de Zaragoza hasta diciembre de 1877, cuando con la supresión de la Facultad de Ciencias fue profesor interino del preparatorio de Medicina en la asignatura de Química general. Se doctoró en 1879 y obtuvo la cátedra en septiembre de 1881. Restablecidos los estudios de la Facultad de Ciencias en 1882 se encargó a Solano las enseñanzas de Química orgánica y de sus prácticas hasta 1897.
Ejerció el decanato de la Facultad de Ciencias desde diciembre de 1887 hasta el día de su muerte. Durante la ausencia del rector Sr. Fajarnés (19 de julio de 1897–14 de septiembre de 1898) se encargó del Rectorado de la Universidad de Zaragoza.
Su interés por avanzar en sus investigaciones le llevó a colaborar con científicos de otros países en la mejora de la calidad de los vinos producidos en Aragón. Viajó a Dinamarca para visitar al Emil Christian Hansen en el laboratorio de Carlsberg en Copenhague y conocer los descubrimientos científicos sobre la fermentación alcohólica que se estaban realizando en este laboratorio de reconocido prestigio internacional.
Entre sus discípulos destacan Felipe Lavilla Lloréns, Rafael Luna Nogueras, Antonio de Gregorio Rocasolano y Moneva Puyol. Antonio de Gregorio Rocasolano, Paulino Savirón, Gonzalo Calamita son considerados los continuadores, en el primer tercio del XX, de la Escuela de Química iniciada por Solano a finales del siglo XIX. De entre sus alumnos destaca el Premio Nobel de Medicina Santiago Ramón y Cajal cuando Solano formaba parte del curso preparatorio de Medicina junto a Florencio Ballarín y Marcelo Guallart.

## La epidemia de cólera de 1885
Tuvo un papel determinante durante la epidemia de cólera de 1885. Cuando ante la sospecha de que las aguas que suministraba el Canal Imperial de Aragón estuvieran contaminadas, puso a disposición de la ciudadanía el Laboratorio de la Universidad para analizar gratuitamente la calidad del agua. Las reservas interiores de la ciudad escaseaban y la inquietud se apoderó de la ciudad. Solano diligentemente obtuvo los análisis favorables y con determinación dijo estas palabras: 

el sueño de mi vida, mi vida misma, es mi madre; para tranquilidad de todos, yo no tengo inconveniente en dar de beber a mi madre las aguas consideradas sospechosas.

## Educación con carácter universal
La vida de Bruno Solano es un ejemplo de dedicación en cuerpo y alma a la enseñanza de la verdad y el bien. En numerosas ocasiones ofreció sus conocimientos de forma gratuita en beneficio de la sociedad. Ejerció su profesión sin percibir remuneración solo con el objetivo de consolidar los estudios de ciencias en la Universidad de Zaragoza, como cuando se encargó de la enseñanza de la Química orgánica y sus prácticas desde 1887 hasta 1897.
El conocimiento obtenido de sus prácticas en Laboratorio de la Universidad fue ofrecido a la industria y la agricultura regional. Aportó soluciones científicas para combatir la plaga del mildiu que afectaban al cultivo de las viñas en las explotaciones agrícolas de la provincia de Zaragoza.
Fueron numerosas las conferencias impartidas en el Círculo de Labradores para transmitir su conocimiento al mundo agrícola, como las realizadas en el Congreso de Agricultores el 29 de octubre de 1885 y reuniones con agricultores para determinar los procedimientos más prácticos para combatir la enfermedad de mildiu como el 26 de abril de 1886. Así como los artículos publicados en la prensa local para poner sus investigaciones al alcance de todo el mundo.
Entre sus deseos se encontraba la creación de una escuela de bodegueros en la Granja Modelo de Zaragoza, de manera que todos los interesados, sin distinción de su poder adquisitivo, pudieran mejorar sus cultivos mediante el conocimiento de la Enología.

## La Facultad de Ciencias de Zaragoza
Contribuyó con dedicación y esfuerzo al establecimiento definitivo de la Facultad de Ciencias el 1 de septiembre de 1893 siendo decano de la misma hasta su fallecimiento. 

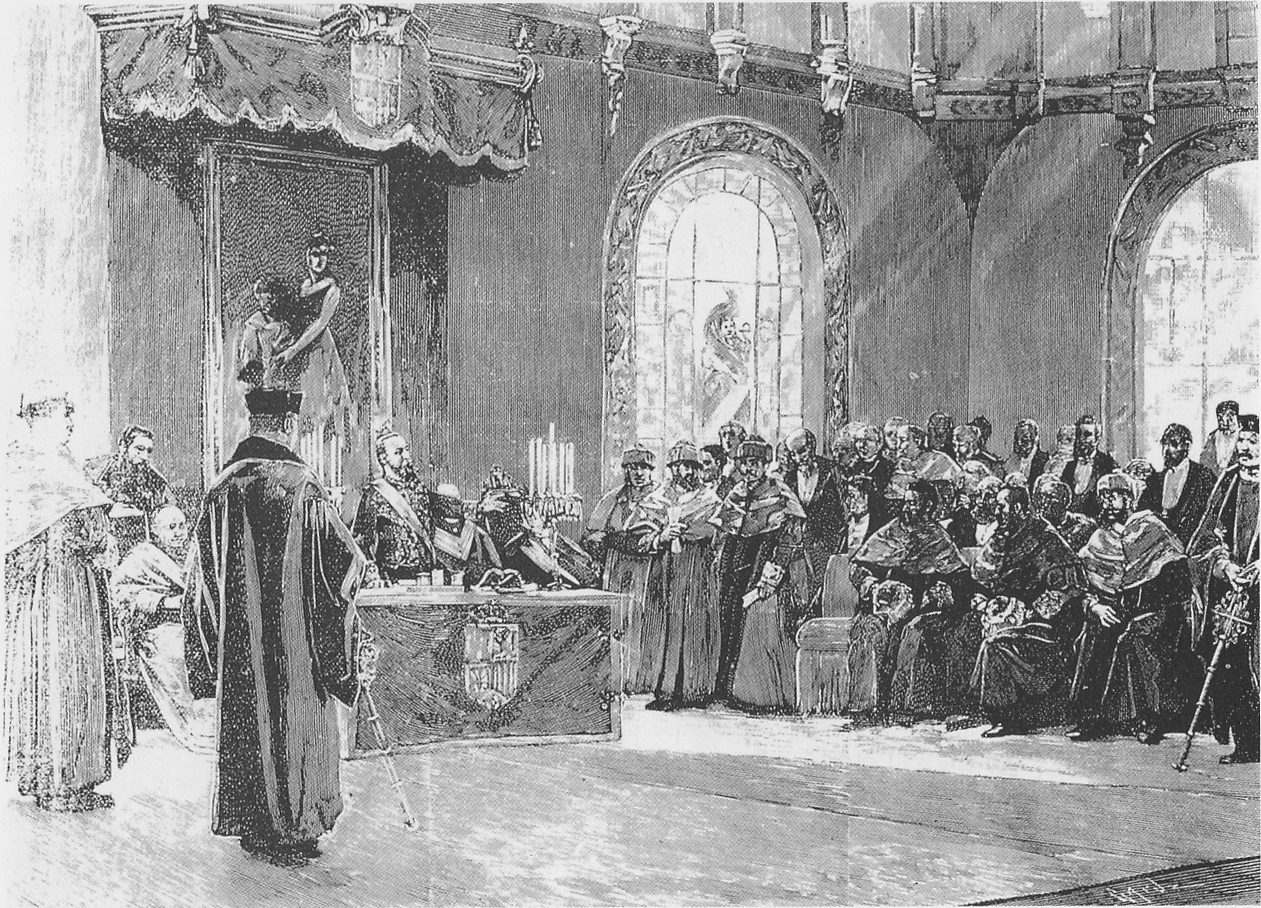
Inauguración del nuevo edificio de las facultades Medicina y Ciencias de Zaragoza, día 18 de octubre de 1893.

Un hito fundamental en la consolidación de los estudios de Ciencias en Zaragoza fue la construcción de un edificio destinado a los mismos que albergaría también a la Facultad de Medicina y a la Escuela de Artes y Oficios. La inauguración del edificio fue el 18 de octubre de 1893 en un acto de la máxima solemnidad donde acudieron el decano de la facultad de Medicina, Nicolás Montells; el decano de la facultad de Ciencias, Bruno Solano; el decano de la facultad de Derecho, Clemente Ibarra; el decano de la facultad de Filosofía, Pablo Gil; el senador de la Universidad de Zaragoza, Julián Calleja; el rector de la misma, Antonio Fernández Fajarnés y el ministro de Fomento, Segismundo Moret. El discurso de la inauguración fue leído por Solano y relató las vicisitudes que ocurrieron hasta lograr la instalación definitiva de las enseñanzas de ciencias en la Universidad de Zaragoza.
Fue tanta su implicación en la construcción del edificio que se le atribuyen a él y a Hilarión Gimeno Fernández-Vizarra la ornamentación del edificio basada en símbolos de las ciencias y de las artes.

## La escuela de Artes y Oficios de Zaragoza
Otra de sus pasiones fue la creación de la Escuela de Artes y Oficios de la que fue su primer director y de la que se hizo cargo posteriormente el arquitecto Ricardo Magdalena. En las actas de aquella época se comprueba su implicación y dedicación hacia esta institución. En la apertura del curso 1898-99 de la Escuela de Artes y Oficios de Zaragoza se dio lectura a una memoria donde reflejaba sus ideas relativas a la educación del obrero y a su interés por situar la escuela como referente entre las de España.

## Rasgos personales y físicos
Su amplio conocimiento científico era acompañado de erudición latina, histórica, filosófica y literaria. 

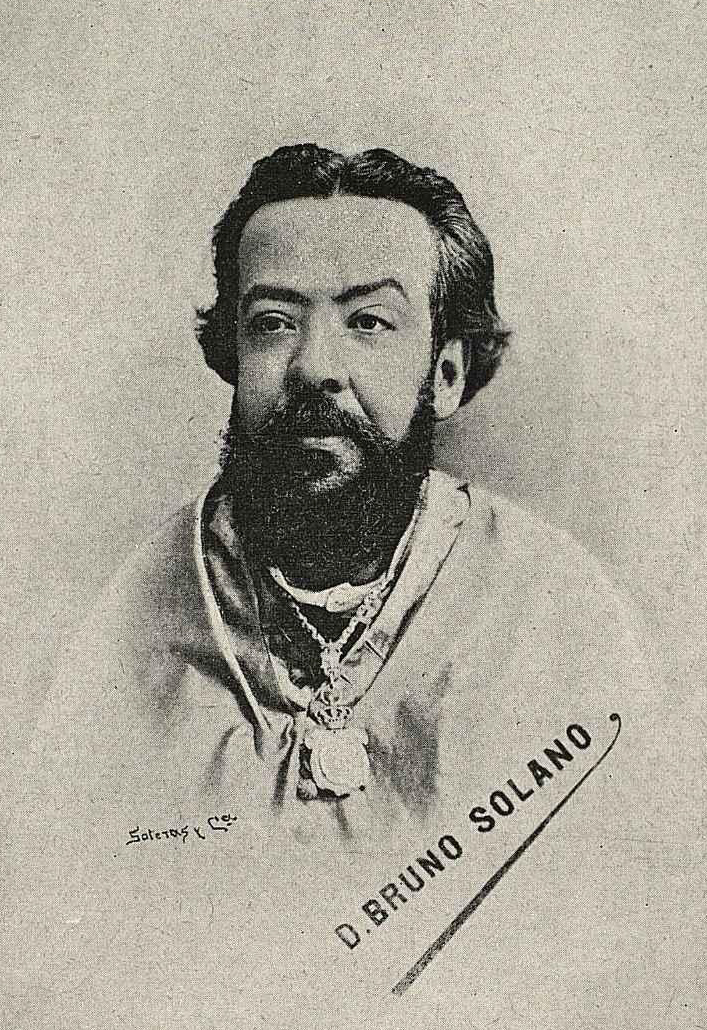
Bruno Solano Torres.

 Le gustaba disfrutar de la tertulia con otros personajes de la época con afinidades comunes en el Café Suizo de Zaragoza. Uno de ellos era el premio nobel Santiago Ramón y Cajal, que en su libro Infancia y Juventud muestra la admiración y afecto que sentía por su profesor. Con la muerte de Bruno Solano esas tertulias con su amigo fue una de las cosas que más echará en falta en sus visitas posteriores a Zaragoza según se recoge en sus memorias.
Físicamente era de elevada estatura, cabello negro copioso, largo y rizado; barba igualmente negra, larga y rizada; vestido con levita negra, pantalón gris oscuro y sombrero de copa. Su aspecto era imponente, arrogante, de ademán despacioso y solemne. Como lo describió Juan Moneva y Puyol en su libro Memorias: «Sentimental siempre, romántico perfecto».
Hombre modesto, reconocido como tal en diferentes ocasiones, como se puede apreciar en su discurso de inauguración de la Facultad de Medicina. Trabajador infatigable y considerado como uno de los hombres más útiles de Aragón.
Desde su fallecimiento se escriben varias publicaciones donde le recuerdan como un hombre de gran saber científico y mayor calidad humana reconocido por aquellos que le trataron. También se le recuerda por su humor aunque era un hombre serio.

## Fallecimiento
Fallece el 19 de febrero de 1899 en el Sanatorio de Madrazo en Santander. 

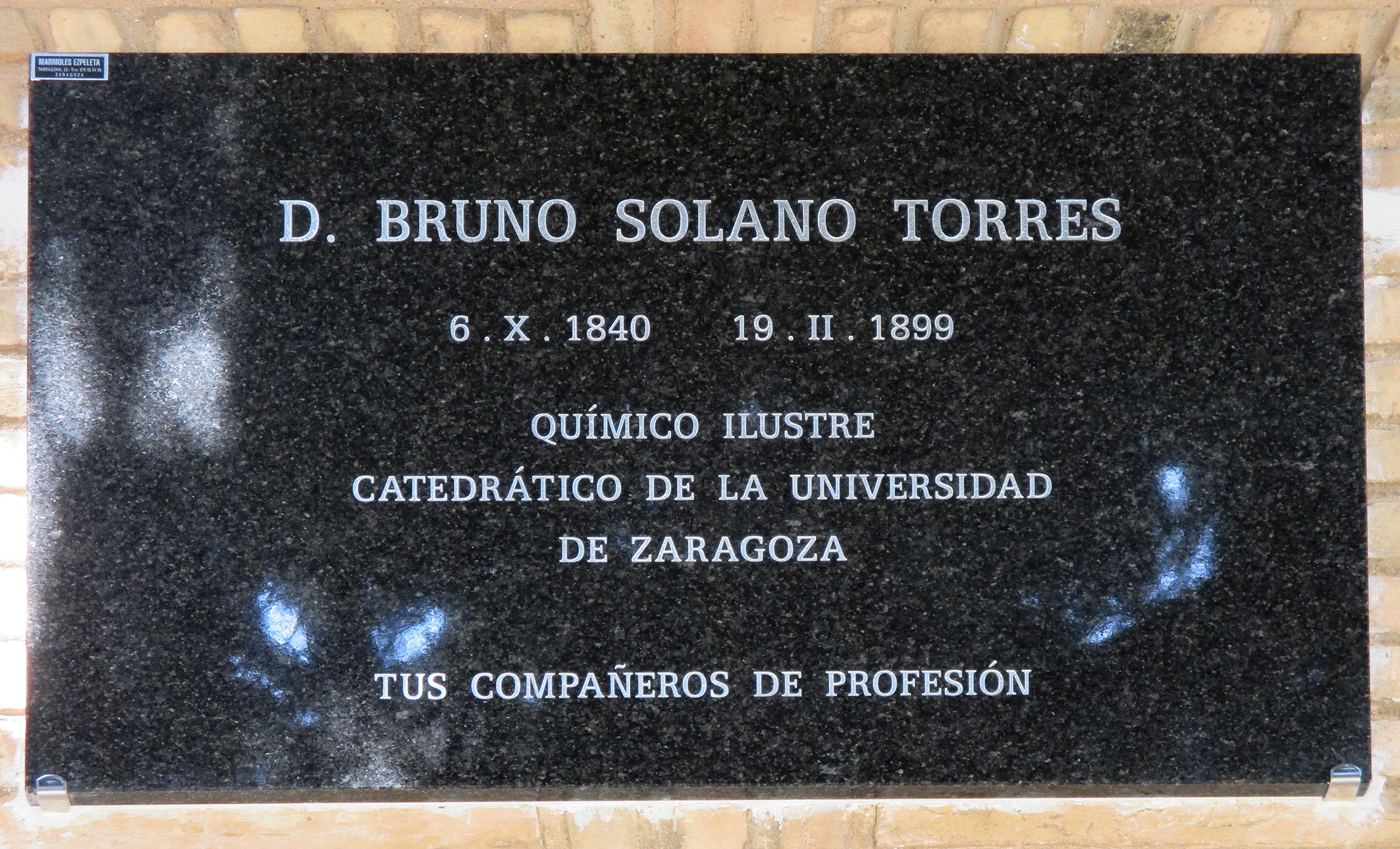
Lápida nicho Bruno Solano Torres en el cementerio de Torrero (Zaragoza).

 Son múltiples las muestras de afecto que le dedican amigos y discípulos por su fallecimiento. En un principio estaba previsto que fuera enterrado en Zaragoza pero en una nota lateral de su partida de defunción indica que será enterrado en Santander. A pesar de su intensa actividad profesional disponía de pocos recursos económicos y fue inicialmente enterrado allí. Sería el 1 de noviembre de 1914 cuando finalmente sus restos serían trasladados para ser enterrado en el Cementerio de Torrero en Zaragoza junto a su madre. Con posterioridad, el 12 de mayo de 1918, se colocó una lápida en su honor. Por sus méritos en vida obtuvo un lugar de enterramiento con carácter gratuito. La lápida, colocada el 6 de octubre de 2020, fue un homenaje impulsado y sufragado en su mayor parte por la promoción de Ciencias Químicas 1964-1969 de la Universidad de Zaragoza, con motivo de su cincuentenario como licenciados.

## Distinciones y cargos públicos
- Catedrático de Aritmética y Geometría de la Escuela de Bellas Artes de Zaragoza (1868-1877)[8] Placa calle Bruno Solano Torres en Zaragoza. Placa paseo Bruno Solano Torres en la localidad de Calatorao (Zaragoza).

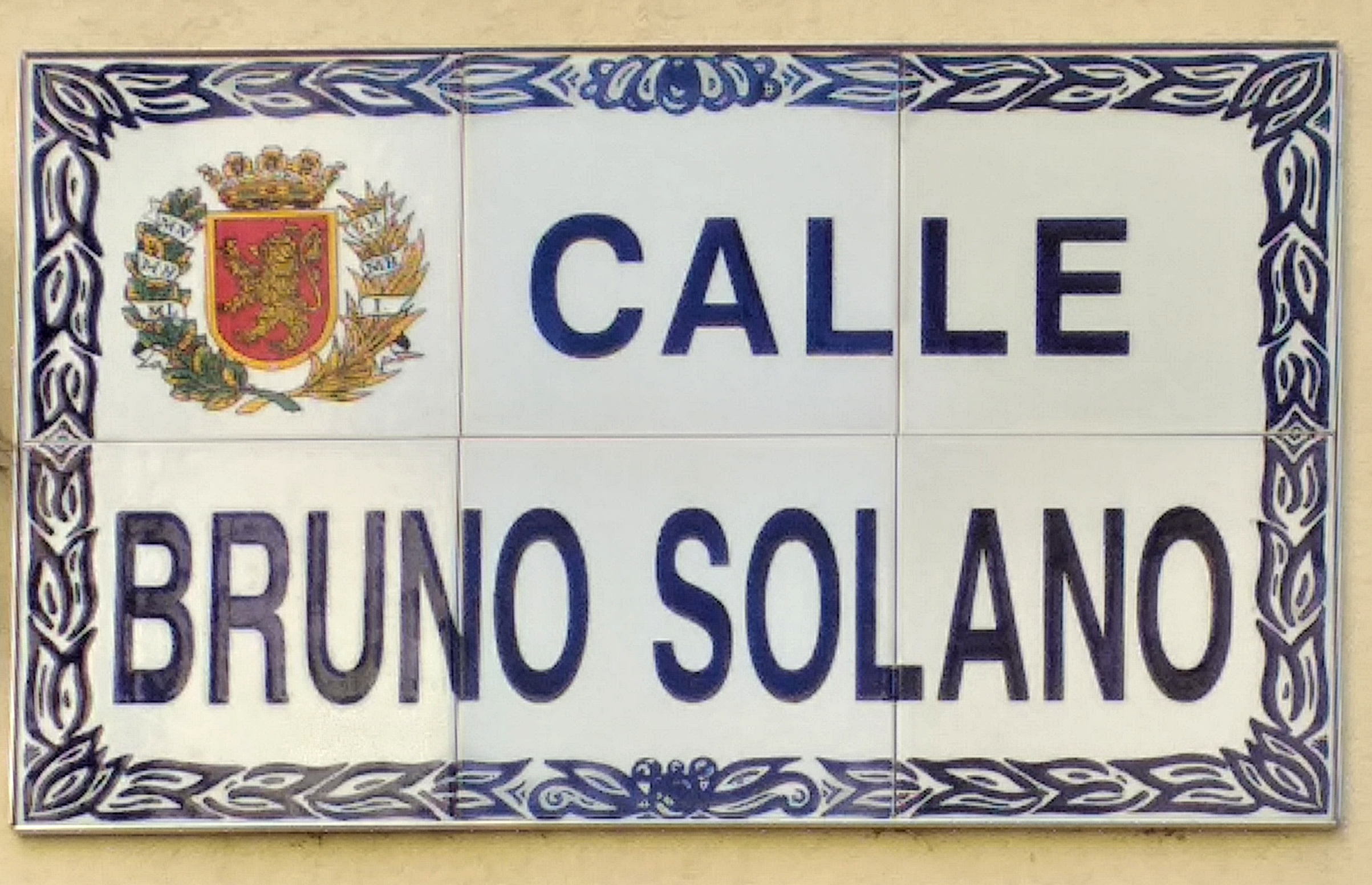
Placa calle Bruno Solano Torres en Zaragoza.

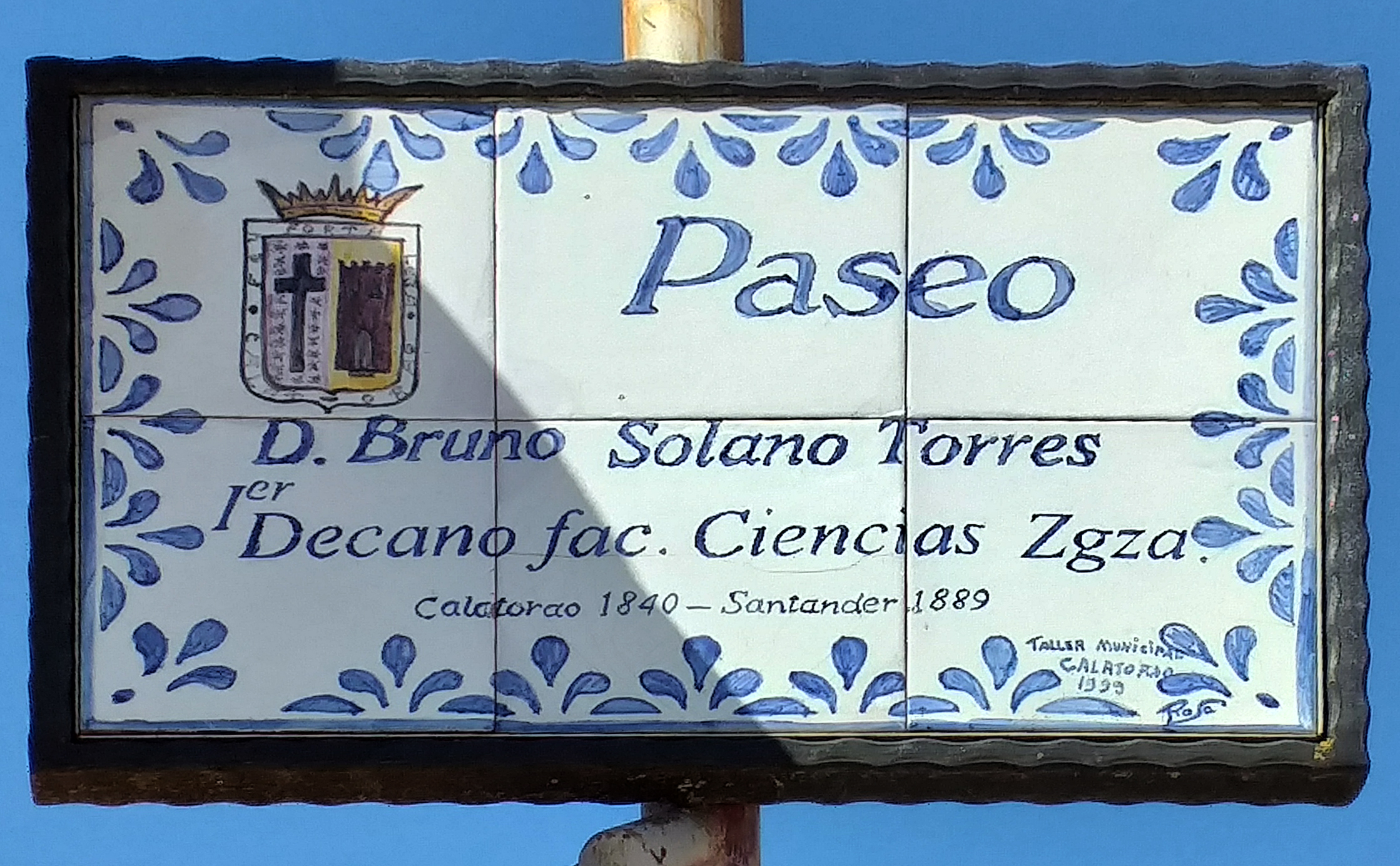
Placa paseo Bruno Solano Torres en la localidad de Calatorao (Zaragoza).

- Doctor en Ciencias Físico- Químicas (1879)[8][33]
- Profesor de la Estación Vitícola y Enológica de la Diputación Provincial de Zaragoza (1880)[2]
- Catedrático de Química General de Universidad de Zaragoza (septiembre 1881)[8][45]
- Inspector de 2.ª enseñanza de los centros literarios del Distrito universitario de Zaragoza (5 de julio de 1883)[46]
- Vicepresidente del Ateneo de Zaragoza(1884)[47]
- Gracias dadas de Real Orden por servicios y donativos (20 de febrero de 1886)[21]
- Director del laboratorio de la Granja Modelo de Zaragoza (1886)[48]
- Decano de la Facultad de Ciencias de Zaragoza (1887-1899)[49][50]
- Discurso inaugural del curso académico 1887-88 de la Universidad de Zaragoza (1 de octubre de 1887)[51]
- Comisario de Agricultura, Industria y Comercio de la provincia de Zaragoza (15 de abril de 1887-19 de febrero de 1899)[52][53][nota 10]
- Candidato Federal en las elecciones municipales en Zaragoza (24 de abril de 1887)[54]
- Discurso inaugural del edificio de las Facultades de Medicina y Ciencias (18 de octubre de 1893)[55][36]
- Director de la Escuela de Artes y Oficios de Zaragoza (20 de noviembre de 1894-19 de febrero de 1899)[56][57]
- Presidente de la Sección de Zaragoza de la Sociedad Española de Historia Natural(1899)[58]
- Patentes de invención N.º 23452 (producto industrial mosto vino) y 23453 (fabricación racional del vino) en la Oficina Española de Patentes y Marcas.[59]
- Calle honorífica en la ciudad de Zaragoza denominada Calle Bruno Solano (3 de noviembre de 1934)[60]
- Calle honorífica en su localidad natal de Calatorao (Zaragoza) denominada Paseo Bruno Solano Torres.
- Parque honorífico en la ciudad de Zaragoza localizado entre las calles Manuel Lasala y Río Huerva.[61]